# ناديه حسين
ناديه حسين (بالأردوية: نادیہ حسین؛ بالإنجليزية: Nadia Hussain) هي مقدمة تلفزيونية وعارضة وطبيبة أسنان ومصممة أزياء وممثلة باكستانية، ولدت في 11 يناير 1979 في كراتشي في باكستان.